# Joaquim Bech de Careda
Joaquim Bech de Careda (Agullana, 1911- Figueres, 1999) fou un pintor català. Va aprendre dibuix a l'Institut de Figueres sota les ordres de Joan Núñez, qui també seria professor de Salvador Dalí. Va passar algunes èpoques treballant a Cadaqués.
Ha realitzat exposicions a Figueres, Girona i Barcelona.